# 19004 Чіраят
19004 Чіраят (19004 Chirayath) — астероїд головного поясу, відкритий 2 вересня 2000 року.
Тіссеранів параметр щодо Юпітера — 3,623.